# براندون ميلر
براندون ميلر (بالإنجليزية: Brandon Miller)‏ (26 ديسمبر 1989 تشارلوت الولايات المتحدة - ) هو لاعب كرة قدم أمريكي يلعب كحارس مرمى.

## روابط خارجية
- براندون ميلر على موقع قاعدة بيانات كرة القدم.إي يو (الإنجليزية)
- براندون ميلر على موقع Soccerway.com (الإنجليزية)